# Ropica rondoni
Ropica rondoni là một loài bọ cánh cứng trong họ Cerambycidae.